# Sampaio Corrêa Futebol Clube
El Sampaio Corrêa Futebol Clube és un club de futbol brasiler de la ciutat de São Luís a l'estat de Maranhão.

## Història
El club va ser fundat el 25 de març de 1923, essent el primer president Abrahão Andrade. El nom prové del primer hidroavió anomenat Sampaio Corrêa II, que visità São Luís el 12 de desembre de 1922. En el seu palmarès destaquen 32 campionats estatals fins a l'any 2012. A nivell nacional ha estat campió de la Segona Divisió brasilera el 1972, de la Tercera Divisió el 1997 i de la Quarta el 2012.

## Palmarès
- Campeonato Brasileiro Série B:
  - 1972
- Campeonato Brasileiro Série C:
  - 1997
- Campeonato Brasileiro Série D:
  - 2012
- Copa Norte:
  - 1998
- Campionat maranhense:
  - 1933, 1934, 1940, 1942, 1953, 1954, 1956, 1961, 1962, 1964, 1965, 1972, 1975, 1976, 1978, 1980, 1984, 1985, 1986, 1987, 1988, 1990, 1991, 1992, 1997, 1998, 2002, 2003, 2010, 2011, 2012, 2014